# Antonówka (powiat Opolski)
Antonówka is een plaats in het Poolse district  Opolski (Lublin), woiwodschap Lublin. De plaats maakt deel uit van de gemeente gmina en telt 90 inwoners.